# Indice di citazione
Un indice di citazione è un genere di indice bibliografico che consente a un utente di stabilire facilmente quali documenti sono citati in altri documenti. I primi indici di citazione risalgono al XIX secolo (Shepard's Citations, 1873).
Nel 1960 lo statunitense «Institute for Scientific Information» (ISI) di Eugene Garfield ha introdotto il primo indice di citazioni per gli articoli pubblicati su riviste scientifiche. Denominato inizialmente Science Citation Index (SCI), successivamente fu sdoppiato. Nacquero quindi il Social Sciences Citation Index (SSCI) e l'Arts and Humanities Citation Index (AHCI). 

Il primo indice di citazione automatico è stato sviluppato da CiteSeer nel 1997. Altre fonti di tali dati includono Google Scholar.

## Analisi delle citazioni e bibliometria
Se in passato il compito principale degli indici di citazione era di aiutare i ricercatori a trovare informazioni più facilmente, oggi questo sistema è sempre più utilizzato in bibliometria e valutazione della ricerca. Questi dati sono anche la base per il calcolo del fattore di impatto delle riviste scientifiche.

## Problematiche
L'aumento esponenziale recente della bibliografia scientifica, nella quale per la mole di lavori presenti diventa sempre più difficile districarsi, ha fatto nascere dei sistemi statistici (come l'indice di citazione) per cercare di offrire una scrematura dei prodotti.
A seguito di ciò sono emerse alcune problematiche, prima di tutto il rischio che la ricerca scientifica sia valutata per la quantità a scapito della qualità, la corsa verso la pubblicazione contraddistinta dal motto "pubblica o perisci"  causa alcune distorsioni nella ricerca che vanno da studi frettolosi a veri e propri falsi.